# 三星Galaxy A33
三星Galaxy A33 5G是三星电子作为Galaxy A系列的一部分开发制造的中階安卓智能手机。